# Seacroft
Seacroft är en stadsdel i Leeds, i unparished area Leeds, i distriktet Leeds, i grevskapet West Yorkshire, i England. Stadsdelen är en av Leeds fattigare delar med problem med hög arbetslöshet och kriminalitet. Seacroft var en civil parish 1866–1912 när blev den en del av Leeds. Civil parish hade 1 695 invånare år 1911. Byn nämndes i Domedagsboken (Domesday Book) år 1086, och kallades då Sacrofft/Sacroft.
Seacroft ligger i utkanten av Leeds, ursprungligen en by som har utvecklats efter andra världskriget.   

## Civic Centre och Seacroft Green Shopping Centre
Det ursprungliga Civic Centre invigdes år 1965 av drottning Elizabeth II. Det hade många butiker, pubar, kontor, ett shoppingcenter och en busstation. Centret förföll emellertid, och under 1999 revs det och ersattes med Seacroft Green Shopping Centre som innehåller färre butiker, men ett stort Tesco supermarket. Det nya centret har också en större busstation med bussar till Leeds, Headingley, Pudsey, Wetherby och Harrogate.

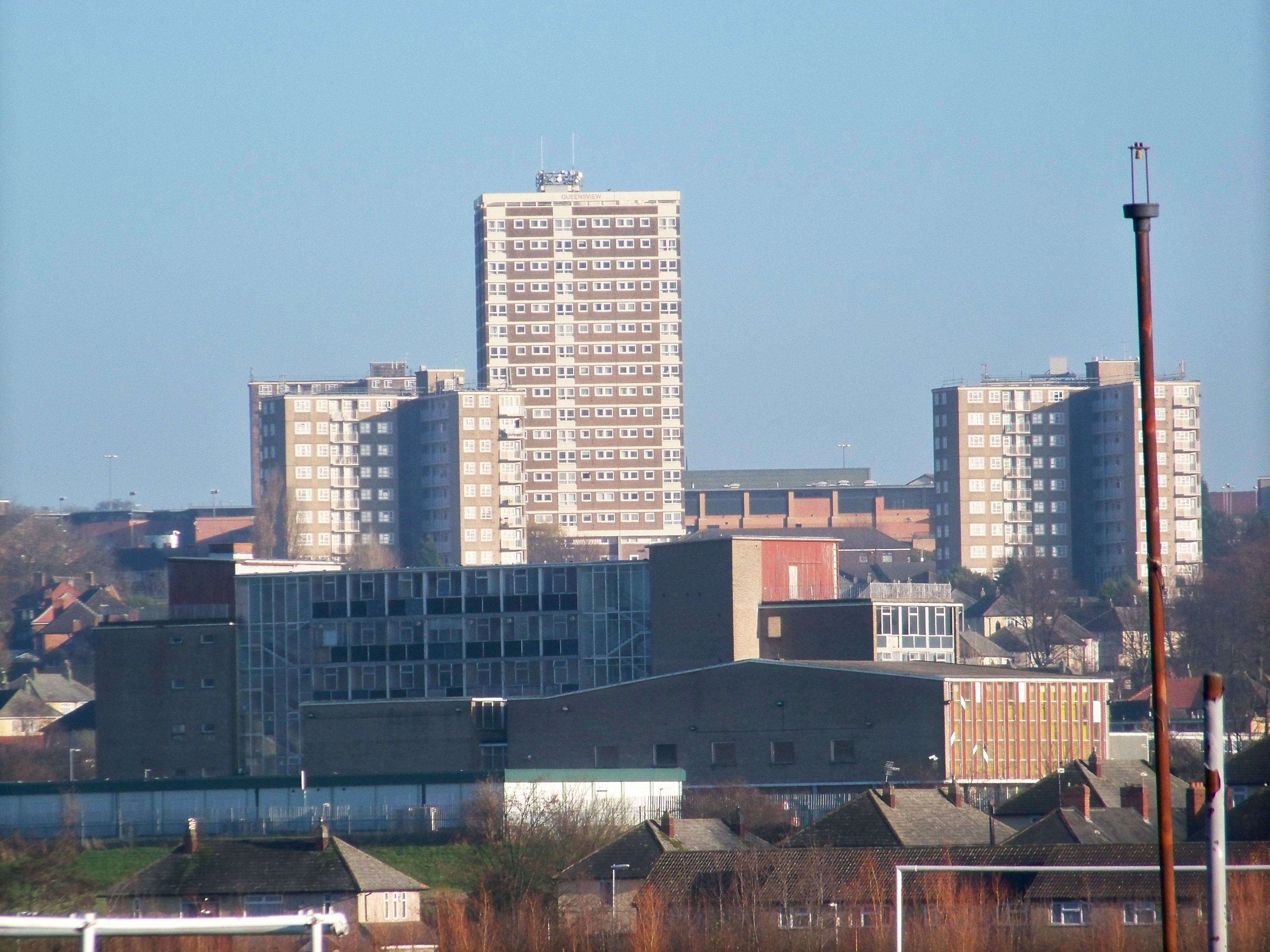
Seacroft
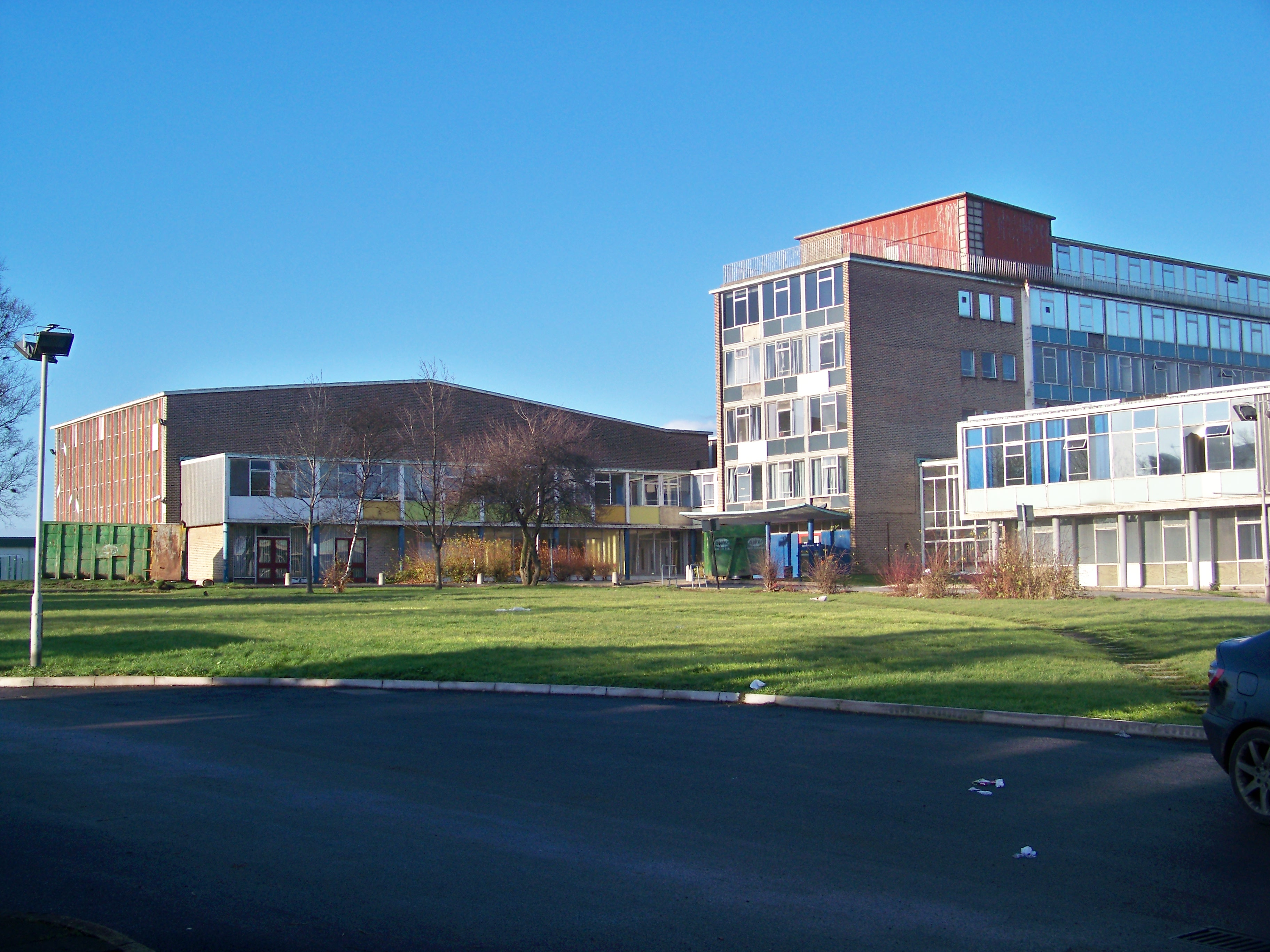
East Leeds Family Learning Centre (Skola)
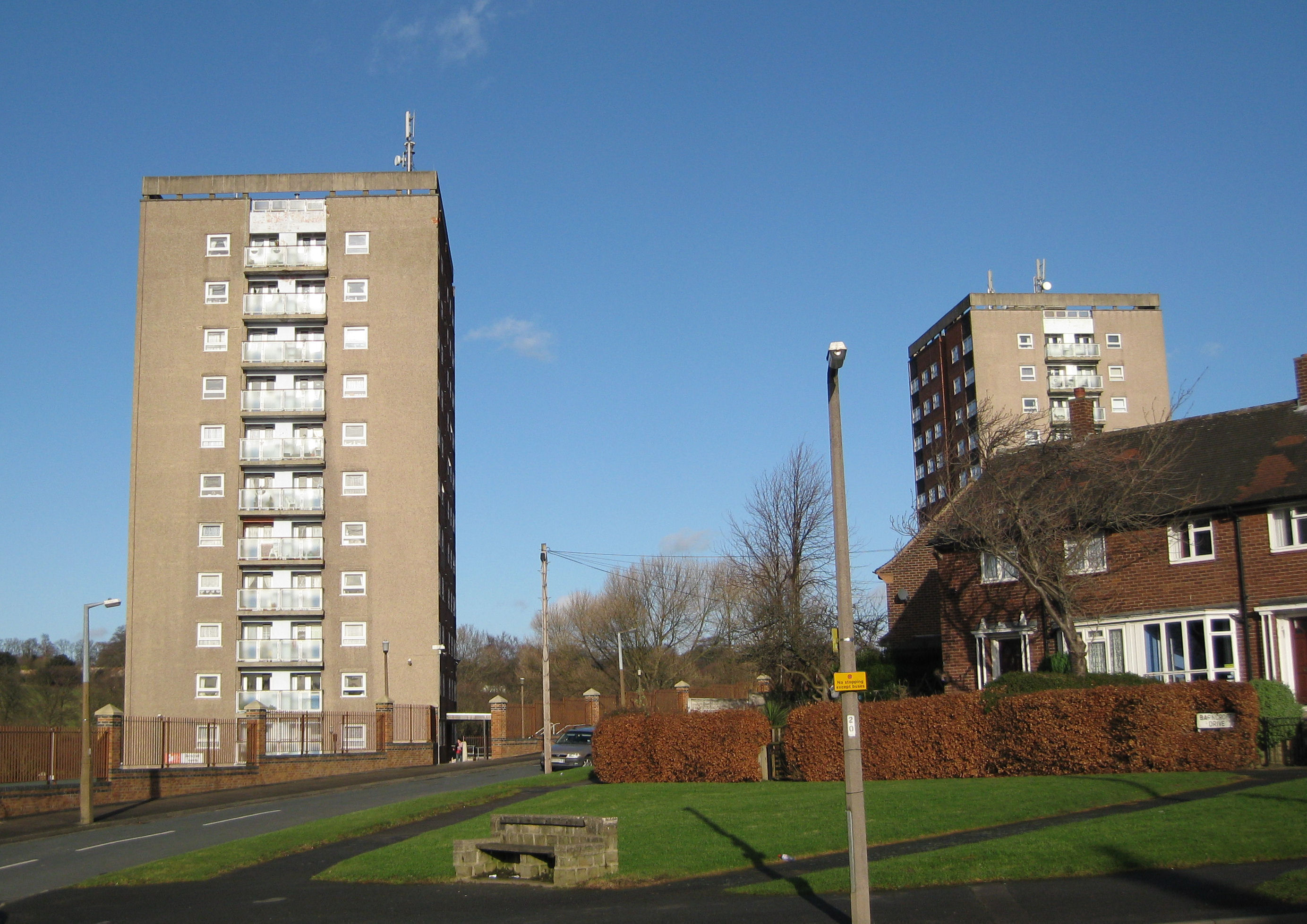
Lägenheter
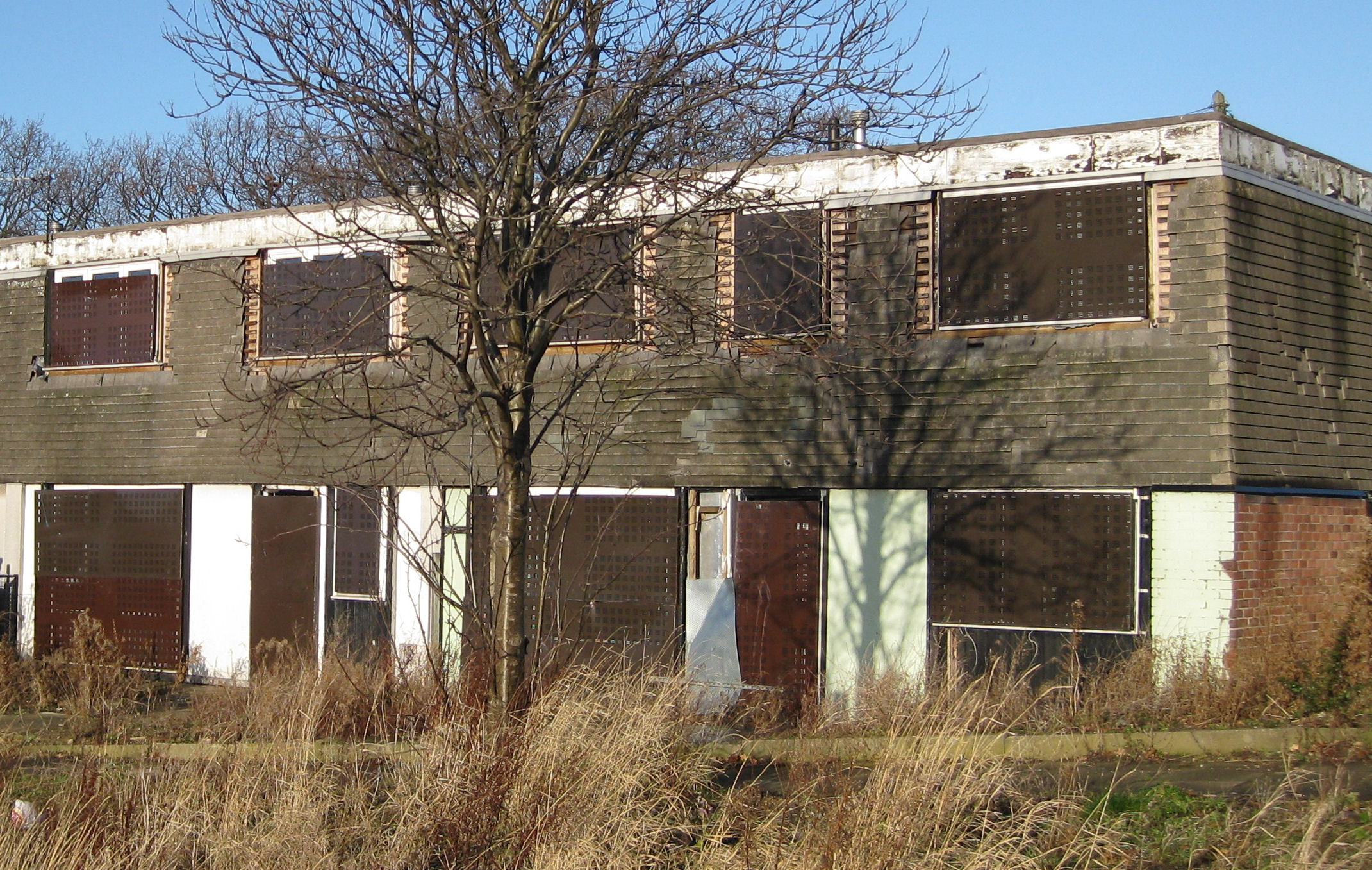
Hus